# Brenda Murphy
Brenda Murphy (nascida em 1958 ou 1959) é uma ativista e política canadense, que foi tenente-governadora da província de Nova Brunswick, de 8 de setembro de 2019 a 22 de janeiro de 2025.
Ex-diretora executiva da Rede de Empoderamento das Mulheres em Saint John, ela é mais conhecida por sua advocacia em questões de pobreza e violência doméstica. É lésbica, e a primeira tenente abertamente gay da província e a primeira pessoa abertamente LGBTQ a ocupar qualquer cargo de tenente-governador no Canadá.
Murphy vive em Grand Bay – Westfield, onde é ex-vereadora municipal. Ela serviu em um conselho consultivo federal sobre pobreza e no conselho consultivo da Nova Brunswick sobre o status das mulheres, antes de sua nomeação vice-real.